# Kretische Lecokie

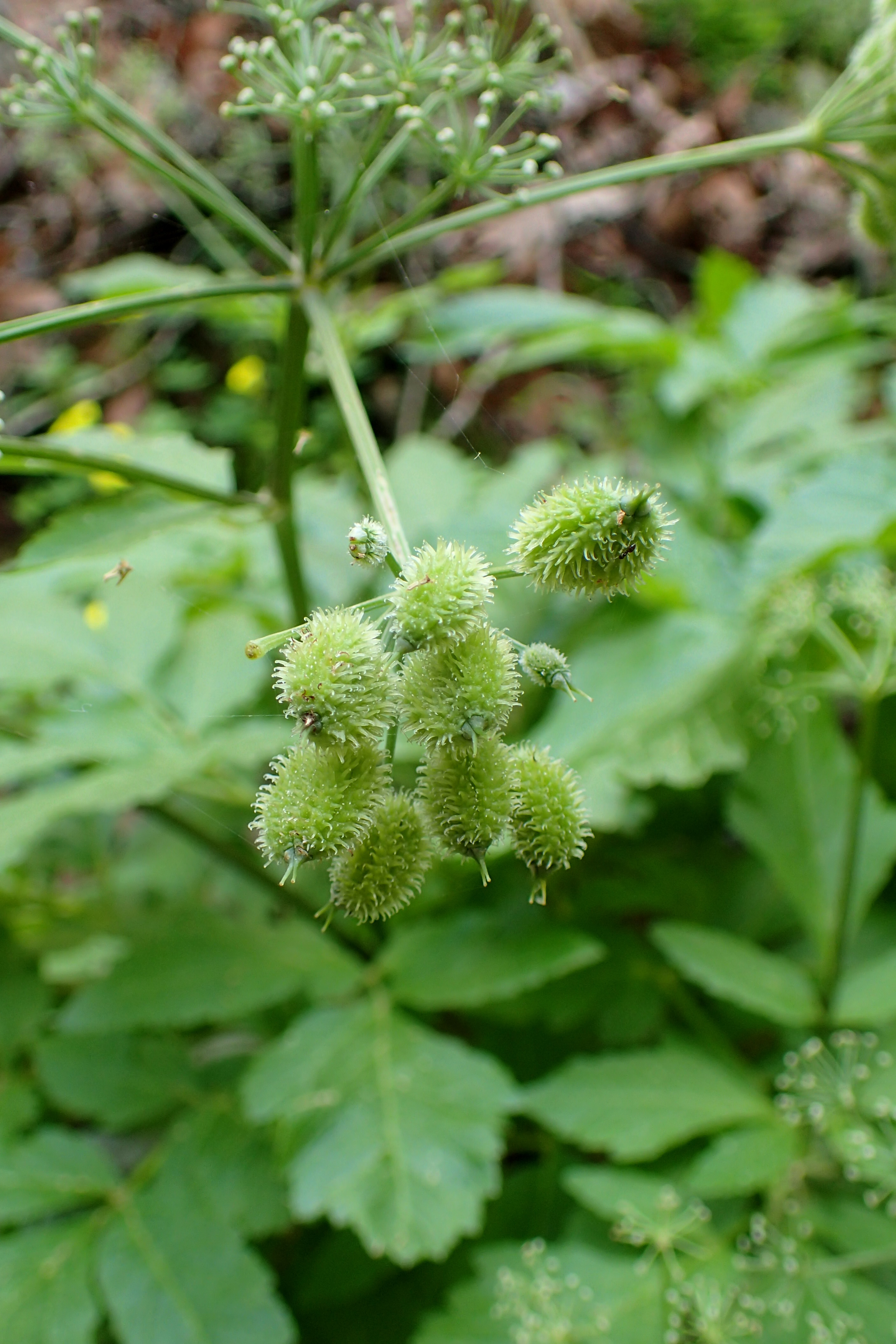
Fruchtstand

Die Kretische Lecokie (Lecokia cretica) ist eine Art der Gattung Lecokia und damit der Familie der Doldenblütler (Apiaceae). Sie ist die einzige Art der Gattung Lecokia.

## Beschreibung
Die Kretische Lecokie ist eine ausdauernde Pflanze, die 40–100 Zentimeter hoch wird. Sie ist kahl, mit geripptem Stängel, und besitzt einfach bis doppelt gefiederte oder dreizählige, gegenständige Laubblätter. Die gezähnten bis gesägten oder gelappten bis zerschnittenen und spitzen Blattabschnitte sind eiförmig. Die endständigen Doppeldolden sind etwa 6–10-strahlig mit festen Strahlen, die Dolden besitzen keine oder sehr wenig Hüllblätter und die Döldchen einige Hüllchenblätter. Die Blüten sind weiß. Die hackig-stacheligen und rippigen Spaltfrüchte, mit einem Karpophor, sind eiförmig, bis 15 Millimeter lang, etwas zusammengedrückt und kurz geschnäbelt. Sie besitzen einige Ölzellen (Vittae).
Die Blütezeit ist März bis Mai.
Die Chromosomenzahl beträgt 2n = 22.

## Verbreitung
Lecokia cretica kommt in Kreta, Zypern, in der Ägäis und in Vorderasien bis zum Iran vor. Sie gedeiht an Bachläufen, in immergrünen Wäldern und in Gebüschen.

## Taxonomie
Die Kretische Lecokie wurde von Jean-Baptiste de Lamarck in Encycl. 1: 259, 1783 als Cachrys cretica erstbeschrieben. Sie wurde von Augustin-Pyrame de Candolle als Lecokia cretica (Lam.) DC. in Coll. Mém. 5: 75, 1829 in die von ihm neu aufgestellte Gattung Lecokia gestellt.